# 璐咪娜
璐咪娜（英語：Lumina）是中華電信推出HiNet光世代的虛擬代言人，于2019年11月21日推出。以3D角色建模技術，結合光學動態捕捉技術。而Lumina不只幫自家服務宣傳，也開放外部企業工商合作提案。而中華電信还有電信寶寶、光世代超人等其他虚拟代言人。